# Utas-patak
Az Utas-patak a Ózd-Egercshi-medence északi részén ered, nem messze az országhatártól, Cered településtől északkeletre, Nógrád vármegyében, mintegy 370 méteres tengerszint feletti magasságban. A patak forrásától kezdve délkeleti irányban halad, majd Zabarnál éri el a Tarna-patakot.

## Part menti települések
- Zabar